# 標識交付証明書
標識交付証明書（ひょうしきこうふしょうめいしょ）は標識（ナンバープレート）の交付を受けた原動機付自転車または小型特殊自動車の使用者に対して、使用者住所を管轄する市区町村長が交付する書面である。

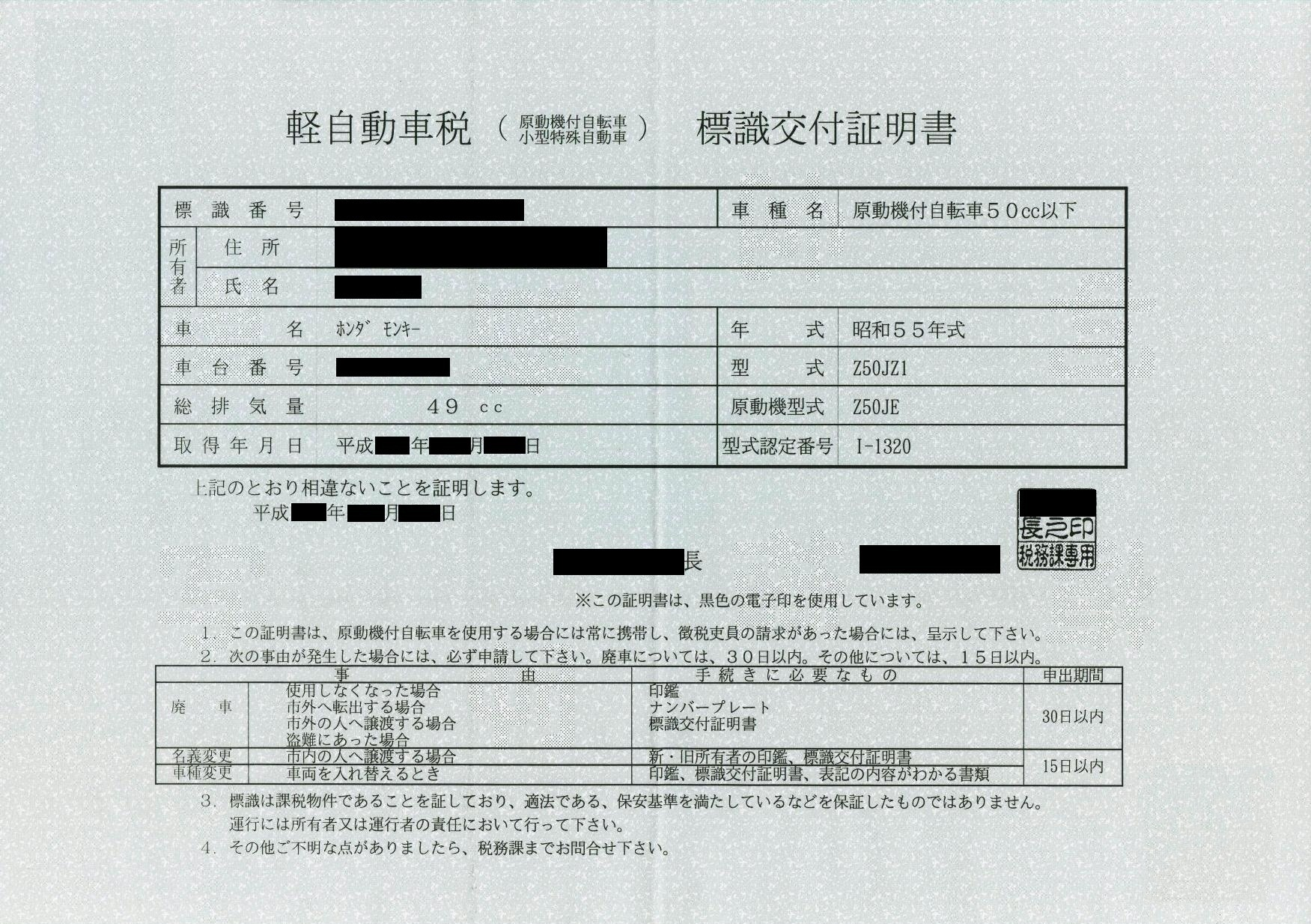
軽自動車税標識交付証明書の例

## 概要
標識交付証明書は自動車検査証などと同様にナンバープレートと一対となる書類であるが、税務上の書類であり、道路運送車両法などの国の法律では車両への備え付けを義務付けていない。様式や扱いは市区町村ごとの条例で定められていて、必ずしも一様ではなく、車両を使用する際には携帯しなければならない旨が証明書に記載されている場合もある。自治体によっては標識交付証明書を発行せず、代わりに申請の際に記入する「軽自動車税申告書兼標識交付申請書」に受付印を捺印した書類を返却される場合もある。

## 登録場所
所有者（使用者）の住民登録地市町村役所で申告（登録）を受付している（税務課が多い）。支所などでは受付していない場合もある。書類等に不備がなければ標識（ナンバープレート）と共に即日交付される。基本的に現車の持込は必要はない。住民登録地以外を主たる定置場としているか、又は居住している場合で、住民登録地以外で申告したい場合は、定置場の占有の権利や居住の実態を証する書面（賃貸契約書や届いた郵便物）を提示することにより、住民登録地以外の市町村での申告が可能な場合があるが、この場合は申告をした市町村に軽自動車税を納める必要がある。申告書には所有者及び使用者を別々に申告することができるが、標識交付証明書に表示されるのは所有者のみであることが多い。